# Bitwa pod Vella Lavella
Bitwa koło Vella Lavella – starcie morskie podczas walk w archipelagu Wysp Salomona w czasie II wojny światowej, pomiędzy niszczycielami japońskimi i amerykańskimi, stoczone w nocy z 6 na 7 października 1943 roku koło wyspy Vella Lavella.

## Podłoże
12 sierpnia 1943 na wyspie Vella Lavella wylądowali amerykańscy żołnierze, nie napotykając na większy opór. 17 sierpnia na północy wyspy swoje siły wysadzili też Japończycy, przy czym 18 sierpnia doszło do starcia morskiego pod Horaniu. Na skutek opanowania większości wyspy przez przeważające siły amerykańskie w toku walk o Vella Lavella, Japończycy zdecydowali ewakuować garnizon z tej wyspy i pobliskiej Kolombangary na wyspy Choiseul i Bougainville’a.
6 października z Rabaulu wypłynęły japońskie okręty pod dowództwem kontradmirała Ijuina, w celu ewakuacji blisko 600 żołnierzy pozostających na Vella Lavella. Sześć niszczycieli: „Akigumo”, „Isokaze”, „Kazegumo”, „Yugumo”, „Shigure” i „Samidare” stanowiło zespół osłony. Trzy starsze niszczyciele „Fumizuki”, „Matsukaze”, „Yunagi” stanowiły zespół transportowy, podobnie jak cztery ścigacze okrętów podwodnych i jednostki desantowe, które dołączyły z Buin.
Amerykańskie samoloty wykryły zespół z wyprzedzeniem, lecz Amerykanie mogli przeciw niemu skierować tylko zespół trzech niszczycieli komandora Franka Walkera (USS „Selfridge”, "Chevalier”, „O’Bannon”), do którego miały dołączyć odłączone od eskortowania konwoju niszczyciele komandora Harolda Larsona (USS „Ralph Talbot”, „Taylor” i „La Vallette”). Japończycy również otrzymywali informacje o obecności okrętów wroga z rozpoznania lotniczego, lecz sądzili że ich przeciwnikami będą krążowniki. Amerykańskie okręty mogły polegać radarze, podczas gdy sytuację Japończyków pogarszała kiepska pogoda, ze szkwałami i zamgleniami.

## Bitwa
Amerykański dowódca Frank Walker zdecydował nie czekać na drugi zespół, lecz ruszyć w spodziewanym kierunku wroga. Obie strony dostrzegły się 6 października ok. 22:30. Trzy amerykańskie niszczyciele nadpływały z północnego wschodu, a ich przeciwnikiem były początkowo cztery japońskie niszczyciele zespołu osłony, do których dopiero później dołączyły „Shigure” i „Samidare” 27. dywizjonu komandora Hary. Z powodu złej oceny odległości od nieprzyjaciela przez japońskiego dowódcę, cztery niszczyciele wykonywały skomplikowane manewry, które postawiły je w mało korzystnej pozycji – „Yugumo” zasłaniał innym nieprzyjaciela, a flagowy „Akigumo” był najdalej od Amerykanów.

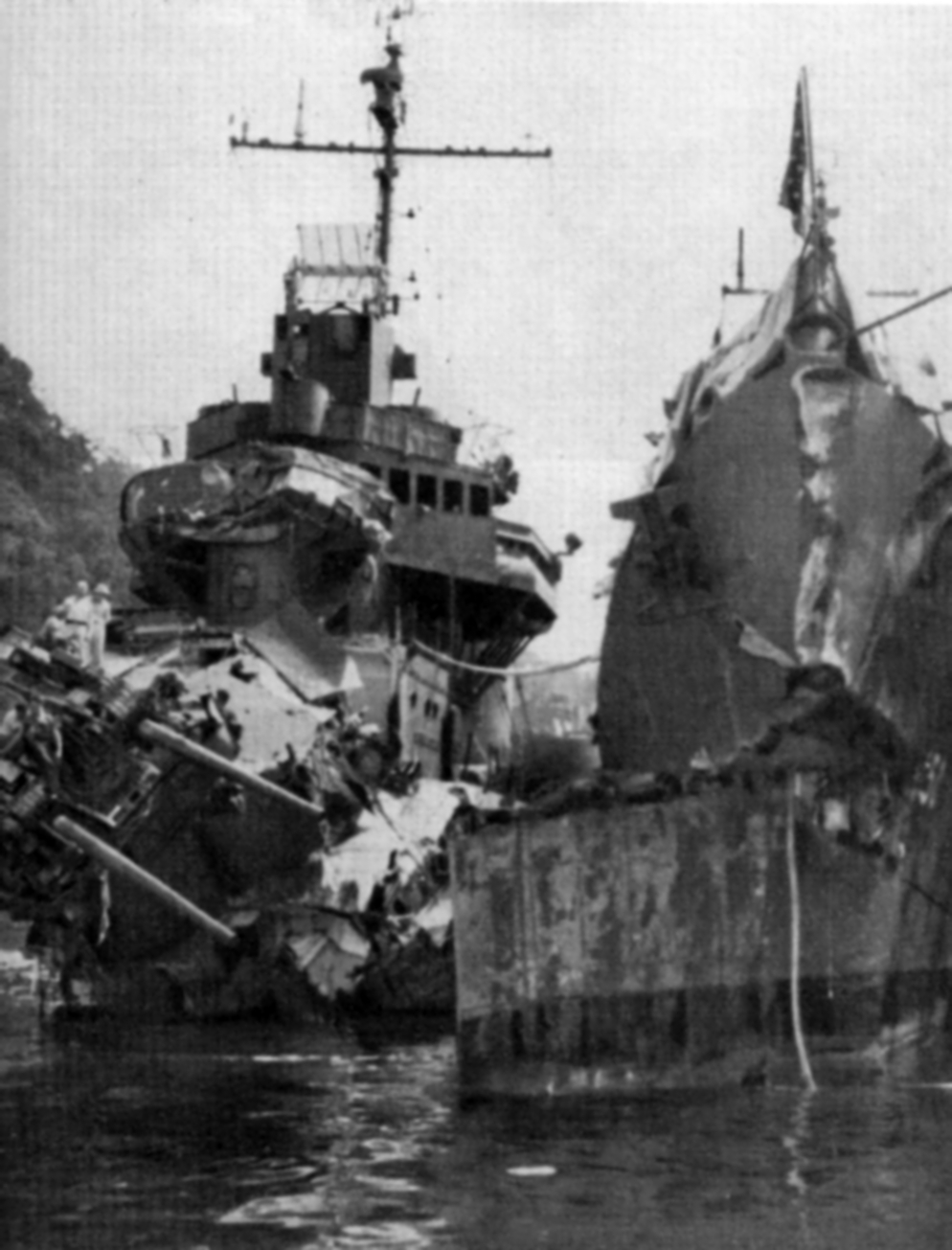
Uszkodzone niszczyciele USS „Selfridge” i USS „O’Bannon” po bitwie

Amerykanie pierwsi wystrzelili o 22:55 salwę 14 torped, a minutę później otworzyli ogień do najbliższego niszczyciela „Yugumo”, uzyskując kilka trafień z dział kalibru 127 mm. O 23:03 „Yugumo” został dodatkowo trafiony jedną z torped i wkrótce zatonął. Wcześniej jednak sam też wystrzelił 8 torped, z których jedna trafiła o 23:01 niszczyciel „Chevalier”, urywając mu cały dziób. Unieruchomiony „Chevalier” został dodatkowo staranowany w prawą burtę przez kolejny w szyku „O’Bannon”, który odniósł przy tym uszkodzenia dziobu. W tym czasie trzy pozostałe niszczyciele kontradmirała Ijuina wycofały się z walki na południe. Na pole bitwy jednak nadpłynęły niszczyciele „Shigure” i „Samidare”, które nawiązały walkę z flagowym niszczycielem kmdra Walkera „Selfridge”. Spośród wystrzelonych przez nich torped, jedna trafiła o 23:06 i poważnie uszkodziła dziób amerykańskiego okrętu. Pozostałe okręty japońskie wycofały się w obliczu nadpływających trzech dalszych niszczycieli amerykańskich.
Około 2 w nocy „Chevalier” został opuszczony przez załogę, a następnie dobity torpedą przez „La Vallette” (uratowano 250 osób, zginęło 51). Z „Yugumo” uratowało się 22 marynarzy na tratwie i dalszych 78 wziętych do niewoli przez amerykańskie kutry torpedowe. Mimo odpłynięcia własnych niszczycieli i obecności na akwenie trzech okrętów amerykańskich, japońskie barki desantowe przypłynęły i bez przeszkód zabrały żołnierzy między godz. 1:00 a 3:05.
Starcie stanowiło niewielkie zwycięstwo japońskie, a przede wszystkim zdołali oni bez przeszkód wykonać swoje zadanie, polegające na ewakuacji żołnierzy z Vella Lavella. Mimo to, kontradmirał Ijuin był krytykowany za błędy w dowodzeniu, małą aktywność oraz wycofanie się, mimo uzyskanej przewagi. Na usprawiedliwienie wskazuje się, że myślał, że ma do czynienia z krążownikami, a pewność siebie Japończyków w walkach nocnych została zachwiana przez wcześniejsze starcia i przekonanie się o skuteczności kierowanego radarem ognia amerykańskich krążowników. Honory za to spotkały dowódców „Shigure” i „Samidare”. Było to ostatnie zwycięstwo odniesione przez japońskie siły nawodne.

## Zestawienie sił
- † – okręty zatopione
- # – okręty uszkodzone, ## – ciężko
- F – okręty flagowe

### Amerykanie
- dywizjon kmdra Franka Walkera
  - niszczyciele: USS „Selfridge”F## (flagowy), USS „Chevalier”†, USS „O’Bannon”#
- dywizjon  kmdra Harolda Larsona
  - niszczyciele: USS „Ralph Talbot”F, USS „Taylor”, USS „La Vallette”

### Japonia
- Siły osłony (kadm. Matsuji Ijuin)
  - niszczyciele: „Akigumo”F, „Isokaze”, „Kazegumo”, „Yugumo”†
  - 27 Dywizjon Niszczycieli (kmdr Tameichi Hara): „Shigure”F, „Samidare”
- zespół transportowy:
  - niszczyciele: „Fumizuki”F, „Matsukaze”, „Yunagi”
  - 4 ścigacze okrętów podwodnych
  - jednostki desantowe[a]